# Лобянка
Лобянка — река в России, протекает по территории Псковского района Псковской области. Длина реки — 21 км.
Начинается к югу от деревни Апросьево. Течёт в общем северо-западном направлении через деревни Апросьево, Пересветово, Кирово, Морозы, Баево. Устье реки находится в 25 км по правому берегу реки Многи у деревни Тянусово.

## Данные водного реестра
По данным государственного водного реестра России относится к Балтийскому бассейновому округу, водохозяйственный участок реки — Великая. Относится к речному бассейну реки Нарва (российская часть бассейна).
Код объекта в государственном водном реестре — 01030000212102000029096.